# Gulf, Mobile and Northern Railroad
Pour les articles homonymes, voir GMN.
Le Gulf, Mobile and Northern Railroad (sigle de l'AAR: GMN) était un chemin de fer américain de classe I en opération dans le sud des États-Unis. Cette compagnie fut créée en 1917 pour reprendre le New Orleans, Mobile and Chicago (fondé en 1890) qui venait de faire faillite. Le 13 septembre 1940, il fusionna avec le Mobile and Ohio Railroad pour donner le Gulf, Mobile and Ohio Railroad (GM&O).